# Barsø
Barsø is een Deens eiland in de Kleine Belt, ten westen van Jutland en de Genner Bugt. Het eiland maakt deel uit van de parochie Løjt, behorende tot de gemeente Aabenraa. Het eiland kan in de zomer bezocht worden door middel van een veerpont, de Barsø Landing.